# Бобруйсксельмаш
ОАО «Бобруйсксельмаш» (Бобруйский завод сельскохозяйственного машиностроения; бел. ААТ «Бабруйсксельмаш»; Бабруйскі завод сельскагаспадарчага машынабудавання) — белорусское предприятие по производству сельскохозяйственной техники, расположенное в Бобруйске (Могилёвская область). Входит в холдинг «Бобруйскагромаш».

## История
В 1945 году в Бобруйске были созданы центральные ремонтные мастерские Бобруйского областного лесозаготовительного треста, которые в 1949 году преобразованы в авторемонтный завод Главного управления лесотехнического снабжения Министерства лесной и бумажной промышленности Белорусской ССР. В 1957 году авторемонтный завод был преобразован в ремонтно-механический завод Управления бумажной и деревообрабатывающей промышленности Совета народного хозяйства Белорусской ССР. 20 июля 1960 года на их базе был создан Бобруйский завод сельскохозяйственного машиностроения «Бобруйсксельмаш». Первоначально завод входил в структуру «Гомсельмаша», но вскоре был выведен из его подчинения. В 1966 году завод стал подчиняться Главному управлению почвообрабатывающих и посевных машин Министерства тракторного и сельскохозяйственного машиностроения СССР, в 1974 году передан в состав Всесоюзного промышленного объединения по созданию и производству машин для свиноводческих комплексов и ферм «Союзферммаш». В этот период предприятие начало специализироваться на производстве разбрасывателей удобрений. В 1976—1977 годах завод вошёл в состав производственного объединения «Бобруйскферммаш». С 1990 года — самостоятельное предприятие. В 1991 году завод перешёл в подчинение Госкомитета Республики Беларусь по промышленности и межотраслевым производствам (с 1994 года — Министерство промышленности Республики Беларусь). В 2000 году «Бобруйсксельмаш» был зарегистрирован как открытое акционерное общество. В 2012 году завод вошёл в холдинг «Бобруйскагромаш».

## Современное состояние
Завод производит более 30 наименований сельскохозяйственных машин и оборудования. Компания входит в перечень предприятий, продукция которых может закупаться без проведения тендера. По итогам 2019 года предприятие имело чистую прибыль в размере 355 тыс. рублей (ок. 170 тыс. долларов). Среднесписочная численность работников составляла 116 человек; несколькими годами ранее численность работников составляла 420 человек.